# 芳苑交流道
芳苑交流道，指標為197k，位於臺灣彰化縣芳苑鄉，南出北入匝道與連絡道於2017年12月19日通車，北出南入匝道則於2019年12月27日通車。連絡道於2024年2月2日併入台76線。
|  | 197 芳苑 |  | 二林 芳苑 |
|  | 0 芳苑   |  | 王功 大城 |

## 鄰近公路
- 台17線
- 縣道150號
- 彰124線
- 彰157線

## 外部連結
- 台61線芳苑交流道示意圖 （页面存档备份，存于）（交通部公路總局）